# Castillo de Peñolite
El castillo de Peñolite, actualmente en ruinas, se encuentra situado a unos 3 km al sur del núcleo urbano de Puente de Génave, en la provincia de Jaén (España), próximo al arroyo de Peñolite, afluente del río Guadalimar, al noroeste de la actual aldea homónima. Fue declarado Bien de interés cultural (BIC) en la categoría de monumento el 25 de junio de 1985.

## Descripción
El castillo presenta una planta cuadrangular de aproximadamente 30 por 15,6 metros. Actualmente se conservan los restos de tres torres, ubicadas en las esquinas sur y oeste del recinto. Los vestigios de los muros perimetrales están muy arrasados, lo que ha llevado a los investigadores a suponer la existencia original de una cuarta torre esquinera de características similares.
Las torres conservadas son de planta cuadrada, con estructura troncocónica y un cuerpo inferior macizo. Estaban divididas en tres niveles mediante forjados de madera y contaban con saeteras en los niveles superiores para la defensa. Una de las torres, la única que se mantiene completa, mide aproximadamente 4 metros de lado en su base.

## Historia
No existen evidencias documentales de la presencia de un asentamiento poblacional estable en el entorno inmediato del castillo durante su periodo funcional. La actual aldea de Peñolite es muy posterior en el tiempo. Por ello, se considera que pudo tratarse de una fortificación-refugio de época almohade, posiblemente vinculada a una red de pequeñas alquerías distribuidas en la zona.
El castillo aparece citado en la Relación de pueblos realizada por Francisco de León en 1468, y también en la Relación Topográfica de 1575, elaborada por orden de Felipe II, donde ya se describe en estado ruinoso.